# Iddo Goldberg
Iddo Goldberg (hebr.: עדו גולדברג; ur. 5 sierpnia 1975 w Hajfie) – izraelsko-angielski aktor.

## Życiorys
Urodził się w Hajfie, w północnym Izraelu. W wieku lat dziesięciu ze swoją rodziną przeniósł się do Londynu. Jego ojciec pochodzi z Rygi, na Łotwie, ale musiał wyemigrować do Rodezji Północnej w latach 30. XX wieku, udało mu się uzyskać dyplom z architektury na uniwersytecie w Wielkiej Brytanii. Rodzina jego matki osiedliła się w Jerozolimie.
Po debiucie w jednym z odcinków serialu ITV Bill (The Bill, 1998), zagrał w filmie Fast Food (1999) obok Gerarda Butlera oraz miniserialu CBS Jezus (Jesus, 1999) jako Set. Wystąpił potem w filmie wojennym Opór (Defiance, 2008) z udziałem Daniela Craiga i Lieva Schreibera, a także w serialach: Showtime Sekretny dziennik call girl (Secret Diary of a Call Girl, 2007–2011) oraz BBC Two Mizerne fartuchy (Peaky Blinders, 2013) u boku Cilliana Murphy’ego.
W czerwcu 2012 ożenił się z Ashley Madekwe.

## Filmografia

### Filmy fabularne
- 1998: Fast Food jako Junkie
- 1999: Jezus (Jesus) jako Set
- 2001: Powstanie (Uprising) jako Zygmunt Frydrych
- 2002: Smak życia (L'Auberge Espagnole) jako Alistair
- 2004: Suzie Gold jako Anthony Silver
- 2004: Obrońca (The Defender) jako Scripts
- 2005: Mała podróż do nieba (A Little Trip to Heaven) jako Russle
- 2005: Dead Fish jako złodziej
- 2006: Bye Bye Harry! jako Ian
- 2006: Withdrawal jako Freddie
- 2006: Czy jesteś gotowa na miłość? (Are You Ready for Love?) jako Benjamin
- 2007: Nigdy nie będę twoja (I Could Never Be Your Woman) jako reżyser
- 2007: Gazu, mięczaku, gazu! (Run Fatboy Run) jako reporter News
- 2007: Relief Belsena (The Relief of Belsen) jako Emmanuel Fisher
- 2008: Opór (Defiance) jako Yitzhak Shulman
- 2009: Niezasłane łóżka (Unmade Beds) jako Mike
- 2009: Fused jako Danny
- 2009: Dzieci Ireny Sendlerowej (The Courageous Heart of Irena Sendler) jako Tech Rob
- 2010: Turniej (The Tournament) jako Tech Rob
- 2010: Turysta (The Tourist) jako asystent Jonesa - Whitfield
- 2011: Christopher i jego miły (Christopher and His Kind) jako Wilfred Landauer
- 2012: A gdy tam byliśmy (And While We Were Here) jako Leonard
- 2013: Ostatni pasażer (Last Passenger) jako Jan Klimowski
- 2017: Azyl jako Maurycy Fraenkel

### Seriale TV
- 1998: Bill (The Bill) jako Kevin Baxter
- 2000: Szpital Holby City (Holby City) jako Simon Martin
- 2000: Bill (The Bill) jako Wayne Stevens
- 2000–2001: Załączniki (Attachments) jako Brandon
- 2004: Mała Brytania (Little Britain) tenisowy partner
- 2005: Nathan Barley jako 15Peter20
- 2005: Last Rights jako Sol
- 2007: Kumple (Skins) jako William
- 2007–2011: Sekretny dziennik call girl (Secret Diary of a Call Girl) jako Ben
- 2011: Budząc zmarłych (Waking the Dead) jako Tom Harding
- 2012: Mentalista (The Mentalist) jako Tony Redgrave
- 2013: Agenci NCIS (NCIS) jako Yaniv Bodnar
- 2013: Peaky Blinders jako Freddie Thorne
- 2013: Mob City jako Leslie Shermer
- 2014: Salem jako Isaac Walton
- 2015: Tutanchamon jako Lagus
- 2020: Snowpiercer jako Bennet